# Кий (князь)
Кий (др.-рус. и церк.-слав. Кий) — в восточнославянской мифологии генеалогический герой, один из легендарных родоначальников племени днепровских полян и их князь, персонаж легенды об основании Киева, один из его легендарных основателей.
Согласно «Повести временных лет», Кий жил на днепровских «горах» (холмах) вместе со своими младшими братьями Щеком, Хоривом и сестрой Лыбедью. Каждый из братьев основал поселение на одном из трёх холмов. Кий построил город на правом высоком берегу Днепра, названный в честь него Киевом. Также Кий назван основателем городка Киевец на Дунае. От Кия и его братьев летописцы выводили полянское племя.
Легенда известна также в древнеармянской передаче у армянского историка Зиновия Глака о братьях по имени Kuaṙ и Хоṙеаn и городе Kuaṙi в стране Paluni.
«Повесть временных лет» приводит и другую легенду — о том, что Кий был перевозчиком на Днепре, но отвергает её как неправдоподобную.

## Происхождение имён и названий легенды

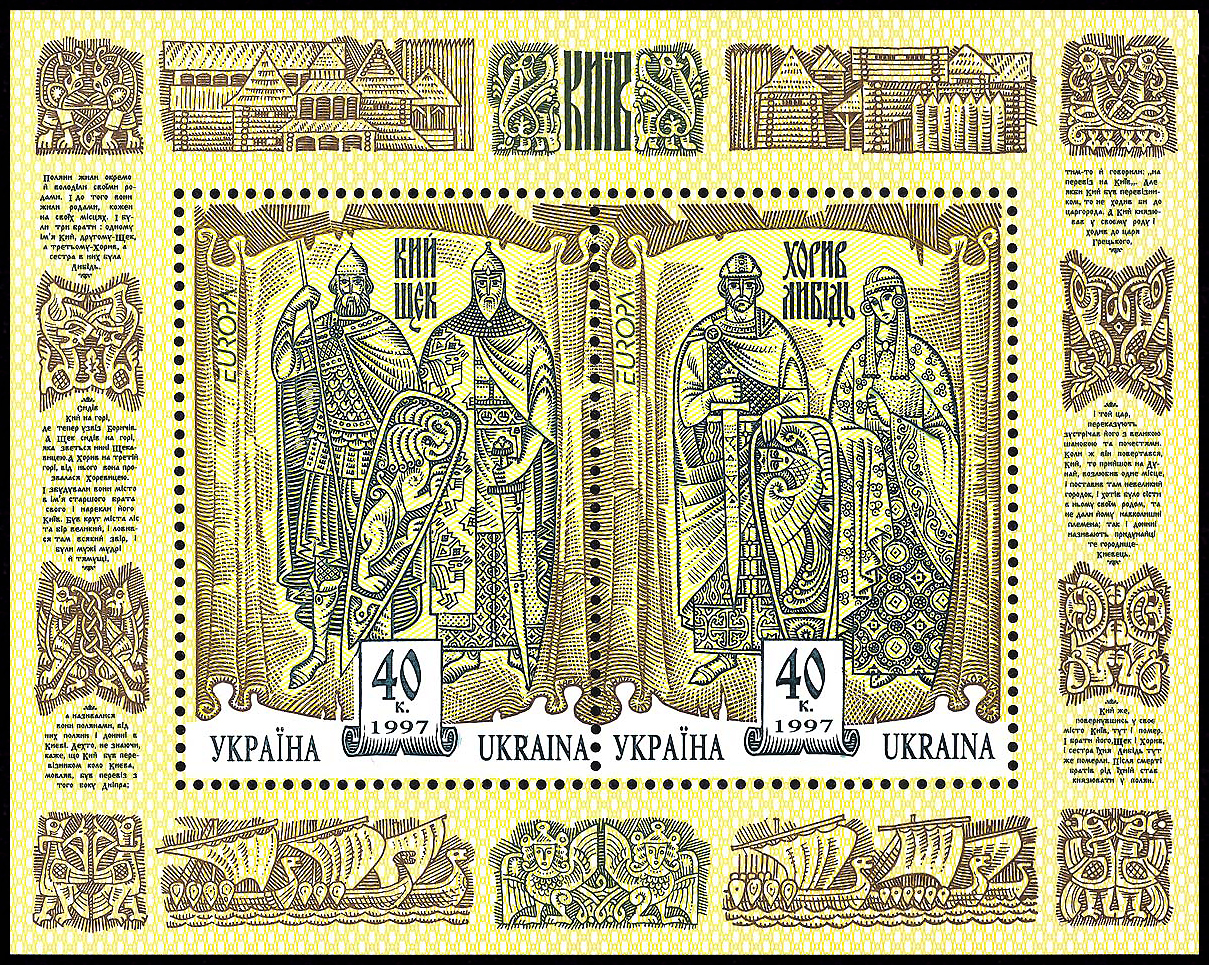
Легендарные основатели Киева на почтовом блоке Украины, 1997

Ряд учёных считает легенду об основании Киева этимологическим мифом, призванным объяснить названия киевских местностей. По их мнению, имена Кий, Щек, Хорив и Лыбедь производны от киевских топонимов, а не наоборот. Данные персонажи рассматриваются как генеалогические герои, герои мифологического эпоса, связанные с началом мифологизированной исторической традиции.
Советские лингвисты считали, что современное название города, по всей вероятности, является остатком некогда существовавшего двучлена Kyjevь gordь — «укреплённый замок воеводы Кия» (детинец), соответственно кыѩне — «люди Кия», в дальнейшем распространившегося на всю прилегающую к крепости территорию. Среди прочего, на это указывают упоминания Киева в скандинавских летописях: «Kænugaðr», — это буквальный перевод на древнескандинавский язык древнерусского «кыѩновъ городъ». По предположению лингвистов В. В. Иванова и В. Н. Топорова, имя Кий происходит от kûj-, которым обозначался божественный кузнец, соратник громовержца в его поединке со змеем (в так называемом основном мифе). Украинское предание связывает происхождение Днепра с божьим ковалем. Кузнец победил змея, который обложил страну поборами, затем впряг его в плуг и вспахал землю. Из борозд возникли Днепр, днепровские пороги и валы вдоль Днепра (Змиевы валы). Имя Кий некоторыми исследователями возводится к славянским словам *kyjь, *kou-, *kov- в значении «посох, жезл, деревянный молот».
Название горы Щековица, на которой, по преданию, жил Щек, сохранилось позже в форме Скавица.
Имя Хорив связано с названием горы Хоревица, которое не сохранилось в позднее время. Название горы сравнивают с иранским словом Haraiva — название горной страны. Народно-этимологически название связывали с библейской горой Хорив.
Лыбедь — небольшая речка, впадающая в Днепр. Лыбедь (др.-рус. и церк.-слав. Лыбѣдь), предположительно связано с праслав. *Lub, др.-рус. лыб-, «верх» (ср. лыбонь, «верхняя часть головы животного»), ср. название холма — Девичь-гора над рекой Лыбедь под Киевом.
Другое название Киева, упомянутое Константином Багрянородным в X веке, Самватас, и встречающееся как имя в византийской надписи VI века, возводят либо к еврейскому, либо к хазарскому языку. В еврейском Киевское письме X века город назван Qiyyōb (ивр. קייב‎).
При этом ряд учёных, в том числе профессор М. И. Артамонов, отмечал, что имена мифических братьев не носят никаких признаков славянской принадлежности. Так, гипотеза об иранских корнях имени легендарного Кия получила развитие в советской историографии у В. Н. Топорова. Также широко известна гипотеза американо-украинского востоковеда О. И. Прицака, который полагал, что возникновение Киева связано с хазарами и что Кий как личность тождественен гипотетическому хазарскому визирю Куйе. Гипотеза Прицака была подвергнута критике как заведомо необоснованная.

## Письменные источники
Самый ранний известный источник об этих персонажах — русская летопись начала XII века «Повесть временных лет», предположительно, отразившая древнерусское предание о происхождении полян. Однако ряд учёных, начиная с А. А. Шахматова, считает более ранним текст, сохранившийся в Новгородской первой летописи, предположительно передающий предшествующий «Повести временных лет» «Начальный свод» конца XI века. Ряд других учёных, напротив, считает начальным текст «Повести временных лет».

#### Новгородская первая летопись
В Новгородской первой летописи легенда о Кие дополнена (в сравнении с текстом «Повести временных лет») и датирована 6352 (854) годом:

церк.-слав. И бѧше ѡколо града лѣсъ и боръ великъ · и бѧху ловѧща звѣрь бѧху мужи мудри и смꙑслени и нарицахусѧ Полѧне · ѿ нихже єсть Полѧне в Києвѣ и до сего д͠не · бѧху же поганѣ · жруще озеромъ и кладяземъ и рощениемъ · ꙗкоже прочии погани

Новгородская первая летопись, в отличие от «Повести временных лет», утвердительно называет Кия перевозчиком, упоминая и версию о том, что он был «ловцом».
Историк М. Н. Тихомиров проанализировал сообщения Новгородской первой и Устюжской летописей о «временах Кия» в 853/854 годах и пришёл к выводу, что изначально княжение Кия привязывали к периоду правления византийской царицы Ирины (797—802), и лишь позднее все сведения были приурочены к периоду правления Михаила III (842—867). На основании этого Тихомиров сделал вывод, что Кий, возможно, основал город Киев в конце VIII века. Археологически это соответствует времени создания крепости на Старокиевской горе славянами носителями волынцевской культуры. Этот городок был на некоторое время разрушен в 840-е годы.

#### «Повесть временных лет»
В недатированной части «Повесть временных лет» сообщает:

Поляне же жили в те времена сами по себе и управлялись своими родами; ибо и до той братии были уже поляне, и жили они все своими родами на своих местах, и каждый управлялся самостоятельно. И были три брата: а один по имени Кий, а другой — Щек, а третий — Хорив, и сестра их — Лыбедь. Сидел Кий на горе, где ныне подъем Боричев, а Щек сидел на горе, которая ныне зовется Щековица, а Хорив на третьей горе, отчего и названа Хоривицей. И построили город и в честь старшего своего брата дали имя ему Киев. Был вокруг города лес и бор велик, и ловили там зверей, а были люди те мудры и смыслены, и назывались они полянами, от них поляне — киевляне и доныне.
Некоторые же, не зная, говорили, что Кий был перевозчиком; был-де тогда у Киева перевоз с той стороны Днепра, отчего и говорили: «На перевоз на Киев». Если бы был Кий перевозчиком, то не ходил бы к Царьграду. А этот Кий княжил в роде своем, и когда ходил он к цесарю, <какому> — не знаем, но только то знаем, что, как говорят, великих почестей удостоился тогда от цесаря, какого — не знаю, к которому он приходил. Когда же возвращался, пришел он к Дунаю, и облюбовал место, и срубил городок небольшой, и хотел сесть в нем со своим родом, да не дали ему живущие окрест; так и доныне называют придунайские жители городище то — Киевец. Кий же, вернувшись в свой город Киев, тут и окончил жизнь свою; и братья его Щек и Хорив и сестра их Лыбедь тут же скончались.
И после этих братьев стал род их княжить у полян…
Оригинальный текст (церк.-сл.)Поляномъ же живущиим о собѣ и владѣющимъ роды своими, яже и до сея братья бяху поляне, и живяху кождо съ родом своимъ на своихъ мѣстехъ, володѣюще кождо родомъ своимъ. И быша 3 брата: а единому имя Кий, а другому Щекъ, а третьему Хоривъ, и сестра ихъ Лыбѣдь. И сѣдяше Кий на горѣ, кдѣ нынѣ увозъ Боричевъ, а Щекъ сѣдяше на горѣ, кдѣ нынѣ зовется Щековица, а Хоривъ на третьей горѣ, отнюду же прозвася Хоривица. Створиша городокъ во имя брата ихъ старѣйшаго и наркоша и́ Киевъ. И бяше около города лѣсъ и боръ великъ, и бяху ловяще звѣрь, бяхуть бо мудрѣ и смыслени, и нарицахуся поляне, от нихъ же суть поляне — кияне и до сего дни.

Инии же, не вѣдуще, ркоша, яко Кий есть перевозникъ бысть, у Киева бо перевозъ бяше тогда съ оноя страны Днепра, тѣмь глаголаху: «На перевозъ на Киевъ». Аще бо былъ перевозникъ Кый, то не бы ходилъ къ Цесарюграду. Но сий Кий княжаше в роду своем, и приходившю ему къ цесарю — не свѣмы, но токмо о сѣмъ вѣмы, якоже сказають: яко велику честь приялъ есть от цесаря, которого не вѣмъ и при котором приходи цесари.[34] Идущю же ему опять, приде къ Дунаеви, и възлюби мѣсто, и сруби городокъ малъ, и хотяше сѣсти с родомъ своимъ, и не даша ему близъ живущии; еже и донынѣ нарѣчють дунайци городище Киевѣць. Киеви же пришедшю въ свой городъ Киевъ, ту и сконча животъ свой, и брата его — Щекъ и Хоривъ, и сестра ихъ Лыбѣдь ту скончашася.
И по сей братьи почаша дѣржати родъ ихъ княжение в поляхъ…

### Армянский вариант легенды
В армянской «Истории Тарона» (возможно VI, но не позднее VIII века), автором которой является Зеноб Глак, упоминается о том, как два брата «инда», Деметр и Гисаней, изгнанные из родных мест, нашли убежище у царя Валаршака, пожаловавшего им землю Тарой. Через пятнадцать лет Валаршак убил братьев.
 «…и дал власть трем их сыновьям — Куару, Мельтею и Хореану. Куар построил город Куары, …а Мельтей построил на поле том свой город и назвал его по имени Мельтей, и Хореан построил свой город в области Палуни и назвал его по имени Хореан. И по прошествии времени… Куар, Мельтей и Хореан поднялись на гору Куркея и нашли там прекрасное место… так как были там просторы для охоты и прохлада… и построили там селение и поставили они двух идолов, одного по имени Гисанея, другого по имени Деметра».

Легенда своими именами и деталями близко напоминает свидетельство русского летописца. Объяснение этому можно найти как в общем источнике для древнерусской и армянской легенд, так и в общем мифологическом сюжете, использованном для объяснения основания города. Имя «Мелтей» по-армянски означает «змей», что повторяет славянское имя Щек.

### Хроника Длугоша
Польский историк Длугош (XV век) в своей Хронике писал, что наследники Кия и его братьев правили вплоть до Аскольда и Дира:

«Absumptis deinde Kyg, Szczyek et Korew, filii eorum et nepotes linea directa succedentes principabantur apud Ruthenos annis multis, donec successio huiusmodi ad duos fratres germanos Oszkald videlicet et Dyr pervenit»
перевод
«После смерти Кия, Щека и Хорива, наследники по прямой линии, их сыновья и племянники много лет господствовали у русинов, пока преемственность не перешла к двум родным братьям Аскольду и Диру.»
Ян Длугош

На этой основе возникла идея исконной династии «Киевичей», к которой приписывались варяги Аскольд и Дир. Версия Длугоша была поддержана Матеем Стрыйковским, неоднократно писавшем о родстве Аскольда и Дира с Кием.
Между тем, историки высказывают сомнение даже относительно того, были ли Аскольд и Дир действительно соправителями и современниками, или же таковыми их сделал киевский летописец, писавший приблизительно спустя два столетия после их убийства князем Олегом, пришедшим к стенам Киева с дружиной и выманившим их за пределы городской стены (Н. М. Карамзин, В. О. Ключевский, С. Ф. Платонов).

### Киевский синопсис
Киевский синопсис, составленный во второй половине XVII века, предположительно, Иннокентием Гизелем, архимандритом Киево-Печерского монастыря, включает специальные разделы «о преславном верховном и всего народа российского главном граде Киеве». Автор привёл летописную легенду о поселении на горах Кия, Щека, Хорива и сестры их Лыбеди, основавших там города, и дал и точную дату основания Киева — 431 год.

## Археологические свидетельства
На полянской земле — Киевщине — в VI—VII веках сходились границы трех культурных групп — пражской (в её корчакском варианте), пеньковской и колочинской, а в VIII—X веках — луки-райковецкой и волынцевской. Считается, что поселение на месте Киева возникло в конце V века, что фиксируется находками византийских монет того времени, однако, городская жизнь и наличие укреплений на Старокиевском городище уверенно фиксируются археологами лишь с конца IX — первой половины X века, рубежа IX—X веков.

## Параллели легенды

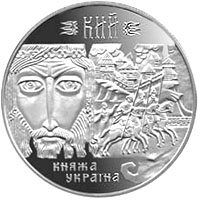
«Кий», памятная серебряная монета, номинал 10 гривен, серия «Княжа Україна», Украина, 1998

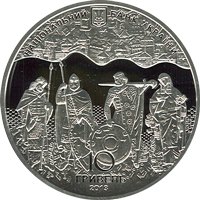
Кий, Щек, Хорив и Лыбидь, серебряная монета «900 років „Повісті минулих літ“», номинал 10 гривен, серия «Духовні скарби України», Украина, 2014

Среди многочисленных легенд о трех братьях и сестре легенда о Кие наиболее часто сравнивается с готской легендой о борьбе Германариха с росомонами в Северном Причерноморье в конце IV века.
Готский историк VI века Иордан пишет:
«Вероломному же племени росомонов, которое в те времена служило ему в числе других племен, подвернулся тут случай повредить ему. Одну женщину из вышеназванного племени [росомонов], по имени Сунильду, за изменнический уход [от короля], её мужа, король [Германарих], движимый гневом, приказал разорвать на части, привязав её к диким коням и пустив их вскачь. Братья же её, Cap и Аммий, мстя за смерть сестры, поразили его в бок мечом. Мучимый этой раной, король влачил жизнь больного… Между тем Германарих, престарелый и одряхлевший, страдал от раны и, не перенеся гуннских набегов, скончался на сто десятом году жизни».

В более позднем варианте легенды, изложенной в «Речи Хамдира» из «Старшей Эдды», казненная Ёрмунрекком (Германарихом) его неверная жена носит имя Сванхильд (букв. «лебедь битв»), а за её смерть мстят три брата Хамдир, Сёрли и Эрп. Эрп по пути погибает от рук братьев, так как является незаконнорождённым, поэтому некому было добить Ёрмунрекка, раненного Хамдиром и Сёрли.
Исходя из этимологии имени Кия историки, в частности Б. А. Рыбаков, сравнивают этого князя с Божьим Ковалем, кузнецом, который в разных вариантах легенды под разными именами выступает как змееборец. Он побеждает змея, берущего с народа дань девушками, запрягает змея в сделанный им плуг, и пашет землю, после чего появляется гигантская борозда, называемая Змиевы валы. Она указывает на границу между землями кузнеца и змея и тянется до моря, в котором змей и погибает. Змиевы валы — это древняя система оборонительных сооружений, защищавшая Среднее Поднепровье от набегов степных кочевников. Она создавалась со скифских времен и окончательно оформилась к XII веку.
Скандинавским аналогом Кия, как божьего кузнеца, может выступать бог Тор.
Образ перевозчика также часто встречается в славянском фольклоре (княгиня Ольга) и скандинавской (Харбард) и других мифологиях. Он связан с мировоззренческим спором между перевозчиком и тем, кого он перевозит.
В русском фольклоре с Кием также могут быть связаны образы Белого Полянина и Чурилы Пленковича. Последний по былине живёт не в Киеве, а в Киевце.

## Другие легенды об основании Киева
Из таких сведений сохранилось немного. О Киеве кратко повествуют скандинавские саги: «…Кёнмар звался конунг, он правил Кенугардами, а там сначала жил Магог, сын Иафета, сына Ноя». («Сага об Одде Стреле»). Магог обычно отождествляется со скифами, поэтому данное известие вполне может быть сопоставлено со словами русской летописи о племенах восточных славян: «…этих всех называли греки „Великая Скифь“». Название Киева в скандинавских сагах — Кенугард — буквально означает «город лодок». Это перекликается с версией, опровергаемой автором «Повести временных лет», о том, что Кий был перевозчиком.
Другое косвенное свидетельство об истории города содержит хроника Титмара, в которой говорится, что Киев населен не только варягами, но и беглыми рабами, которые вместе защищали город от набегов кочевников. Мотив о поселениях и валах беглых рабов восходит к скифской эпохе и хорошо известен на Руси. Жители разных городов награждали друг друга обидными эпитетами, унижавшими соперников. Так как информаторы Титмара — это немцы и поляки, помогавшие Святополку, правившему на Волыни, то легенда эта отражает мнение волынян и их соседей. Летописец, например, награждает эпитетом «толковины» («умники») племя тиверцев, радимичей называет «пищанцами», а новгородцев — «плотниками».

## Поход Кия на Дунай и попытки отождествления

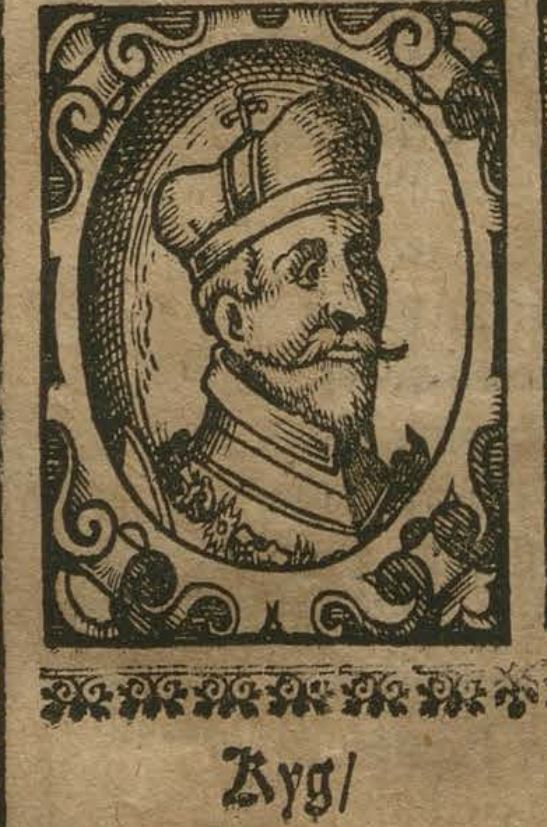
Портрет Кия 1599 г. из книги Б. Папроцкого

Историки неоднократно пытались выяснить, имеет ли легенда под собой какие-либо исторические основания.
Летописец не знает имени византийского «царя», от которого Кий принял «честь». Ещё в Средние века возникла версия о том, что Кий был современником императора Константина Великого. В одном из летописных сводов, дошедших в рукописи XVIII века, названа дата основания Киева: «Бысть основание его в лето от Христа 334». Эта версия, как полагает историк М. Ю. Брайчевский, восходит к трудам византийского писателя XIII—XIV веков Никифора Григоры, который рассказывает легенду о том, что сразу после утверждения христианства в Византийской империи к Константину приходили правители разных стран, чтобы получить из царских рук символ власти. Среди этих паломников упоминается и «повелитель Руси», который получил от императора титул и сан «царского кравчего».
Современные историки полагают, что летописным «царём», к которому ездил Кий, мог быть один из императоров VI—VII веков. Например, Юстиниан I носил среди прочих титулов и титул Антического. По одной версии — за частые нападения в его правление антов, по другой версии этот титул Юстиниан принял после заключения в 540-х годах договора с антами, по которому они получили на Дунае земли вокруг города Туррис. Слова летописца «великую честь принял от царя» неверно понимать как «получил почести», так как слово «честь» означало на Руси также феодальную службу сюзерену. Таким образом, легенда говорит о том, что Кий был федератом византийского императора. Археологические находки более раннего времени (медальоны федератов) говорят о наличии такой практики у населения территории будущего Киева. В VI веке среди известных антов на службе императора были Хильбудий (530-е года) и Доброгаст (с 550-х годов).
Прокопий Кесарийский в своей «Войне с готами», написанной в середине VI века, свидетельствует, что Юстиниан назначил анта Хильбудия управлять провинцией Фракия и поручил ему защищать имперские рубежи по Дунаю. Однако, когда раскрылось, что анты на совете знати заставили одного из своих соплеменников, из числа рабов, с таким именем выдавать себя за настоящего Хильбудия, его отряд, продвигавшийся к Константинополю был разгромлен, а Хильбудий схвачен. Б. А. Рыбаков приводит византийскую надпись VI века на могиле некого Хильбудия, сына Самватаса, сопоставляя это имя с древним названием Киева.
Другой претендент на роль исторического прототипа Кия упомянут в византийском агиографическом памятнике «Чудеса Димитрия Солунского», осветившем, как полагают учёные, события первой половины VII века. В нём повествуется о том, как вождь прикарпатско-дунайских болгар Кубер (Кувер) восстал против авар и, потерпев поражение, вместе с остатками войска укрылся в Византии. Как и Кий, он посетил императора в Константинополе, захватил некоторые византийские владения и закрепился в Македонии и даже захватил большой и богатый город Фессалоники. Но вскоре после этого он погиб.

## Храм Кия

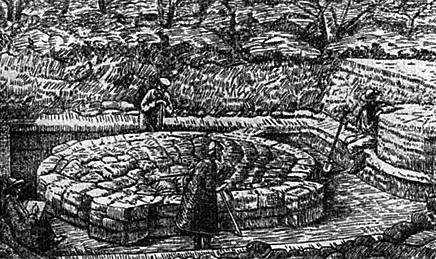
Алтарь храма Кия, рисунок раскопок В. В. Хвойко

Армянская легенда о Куаре говорит об основании братьями в лесу у своих поселений храма, в котором были поставлены два идола. Новгородская летопись, говоря о лесе на горах, также напоминает о языческих верованиях Кия и его соплеменников. В «Слове о полку Игореве» упоминается «дебрь Кисаня (Кияня)», на «болони» (нижняя часть города под «градом», пустое место между оборонительными валами). Летописец специально уточняет, что язычники поклонялись священным рощам.
Раскопки киевского археолога В. В. Хвойки в 1908 году обнаружили на Старокиевской горе каменный «языческий жертвенник» округлой формы с четырьмя выступами по сторонам света, рядом, к югу, горел костер для жертвоприношений. Сооружение сложено насухо из неотесанных камней. Размеры площадки — 4,2 × 3,5 м, высота — 0,4 м. Расположено оно в средней части довладимирова города, в самой сердцевине княжеского двора. Хвойка объявил свою находку алтарем храма князя Кия.
Вторичные раскопки в 1937 году не подтвердили «геометричность» алтаря, в результате поставив выводы Хвойки о характере сооружения под сомнение. Датируется алтарь VIII—X веками.
Попытка отождествления идолов храма, упомянутых в тексте Зеноба Глака, принадлежит Б. А. Рыбакову. По аналогии с античной мифологией идол Деметр был отождествлён им как мужское божество плодородия. Имя идола Гисания, вероятно, содержит армянский корень «гес», который означает «волосы», «волосатый». Это согласуется с известием Зеноба Глака о том, что служители храма отличались длинными волосами, которые были признаком их веры.

## Хазарская гипотеза
Русский историк-«евразиец» Г. В. Вернадский выдвинул гипотезу об основании Киева хазарами не ранее 830-х годов, когда в результате большой войны хазары завоевали вятичей, северян и радимичей. (Конечно не исключено, что на месте Киева было и более древнее поселение.) Согласно этой гипотезе, три брата были хазарами, либо, что вероятнее, их вассалами — мадьярами.
По его мнению, «Имя „Кий“, возможно, происходит от тюркского слова kiy („берег реки“). Поскольку правящий клан Хазарского государства был тюркского происхождения, мы можем связать название города Киева с приходом хазар. Хазарские войска, должно быть, подошли к Киеву с востока, и их привлекли крутые холмы (kiy) по ту сторону Днепра. Отсюда, видимо, и название города.
Представляется, что имя третьего брата, Хорива, имеет библейское происхождение. Хорив — это русская транскрипция имени Хореб. Имя это связано с названием холма Хоривицы, — по видимому, места поселения хазарских евреев в Киеве.
Что касается второго брата, Щека, то он, судя по всему, может быть отождествлен с Чоком, булгарским бойлом, который воевал в Днепровском регионе в начале девятого века. Следует отметить, однако, что подобное же имя, Шок (Saac) упоминается в старых мадьярских хрониках.
Имя сестры мифических братьев, Лыбедь, ясно указывает на мадьярское происхождение, поскольку оно, вероятнее всего, связано с именем мадьярского воеводы Лебедя. Примечательно то, что царевна Лебедь стала популярным персонажем русских былин и народных сказок».